# Madsen & Madsen
Madsen & Madsen var et makkerskab mellem journalisterne Povl Høst-Madsen og Anders Lund Madsen, der skrev en fast klumme til Ekstra Bladets bagside.
Makkerskabet begyndte i 1991.
De modtog Victorprisen i 1995 for "deres radikalt fornyende form i oplevelsesjournalistikken, hvor humoren altid er i højsædet."